# Вилхелмини
Вилхелмините (на немски: Wilhelminer) са баварска благородническа фамилия от 9 век. Вилхелмините управляват Панонската марка (бившата Аварска марка) на Баварската Марка (Marcha orientalis в днешна Долна Австрия) до 871 г.
Прародител е Вилхелм I, чийто синове Вилхелм II и Енгелшалк I се издигат като стават маркграфове на Аварската Марка (или Остмарк) и Горна Панония. След тях (882-884) родът започва Вилхелминската война с Арибоните, борби за собствеността на Марката.
На страната на Вилхелмините са Арнулф Каринтийски и Святополк I (княз на Великоморавия) против Арибо I. През 887 г. Арнулф поставя противника си Арибо за крал на мястото на Енгелшалк II.
През 893 г. Енгелшалк II от Вилхелмините отвлича Елинрат, извънбрачната дъщеря na Арнулф и вероятно се жени за нея. След това бяга в Моравия, след това е осъден 893 г. на процеса в Регенсбург и ослепен.